# Dendroleon kiungaensis
Dendroleon kiungaensis is een insect uit de familie van de mierenleeuwen (Myrmeleontidae), die tot de orde netvleugeligen (Neuroptera) behoort. 
Dendroleon kiungaensis is voor het eerst wetenschappelijk beschreven door New in 1990.